# Sulcis-Iglesiente

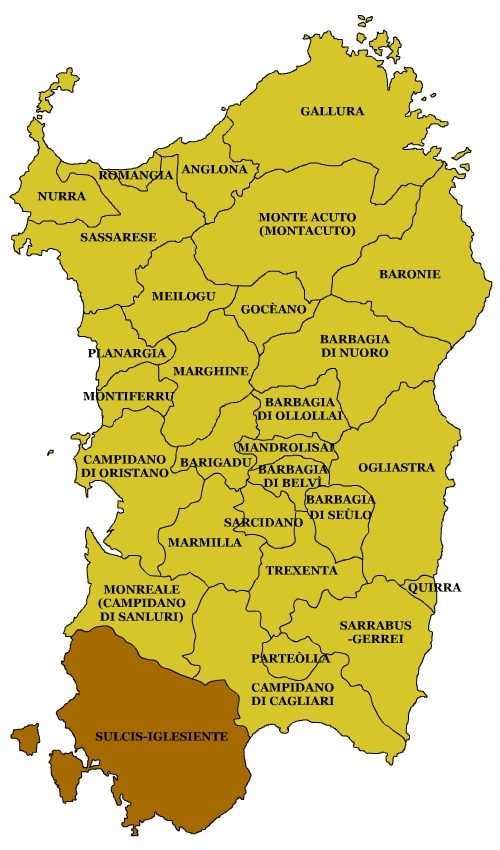
Sulcis-Iglesiente

Le Sulcis-Iglesiente est une région historique du sud-ouest de la Sardaigne comprenant, comme son nom l'indique, les territoires du Sulcis et de l'Iglesiente. Il est inclus dans la province de Sardaigne du Sud.
Au Moyen Âge, le territoire appartenait au Judicat de Cagliari, et en particulier aux curadorias de Cixerri, de Sulcis et de Nora.
La sous-région, qui comprend également les petites îles de l'Archipel du Sulcis, est principalement connue pour les activités minières d'extraction de nombreux minéraux dans l'Iglesiente et du charbon dans le Sulcis.
Les villes principales sont Iglesias et Carbonia. Les deux villes ont été fondées pour encourager les activités minières, la première en 1272 et la seconde en 1938.